# 政壇野獸
《政壇野獸》（英語：Political Animals）是一部6集的美国电视迷你影集，由Greg Berlanti制作，于2012年7月15日至8月19日在USA電視台播出。
著名女演员雪歌妮·薇佛（Sigourney Weaver）在剧中扮演女主角Elaine Barrish，现任美国国务卿，前第一夫人和伊利诺伊州州长，并且在剧中还有提及其之前还曾参与民主党总统候选人初选，其丈夫，前美国总统在任时还曾与一位白宫女性工作职员有外遇等。该角色与现实生活中的希拉里·黛安·罗登·克林顿高度相似，她也是美国现任国务卿，前第一夫人，其丈夫比尔·克林顿与白宫实习生莫妮卡·莱文斯基之间的性丑闻（莱文斯基丑闻，也译为拉链门）也曾闹腾得全世界高度关注，唯一的区别只是她从未当任过伊利诺伊州州长一职，不过她出生在该州最大的城市芝加哥，另外2001至2009年她还是纽约州的联邦参议员。
2012年11月2日，USA Network宣布本剧将不会续订第二季。

## 主要角色
- 雪歌妮·薇佛 as Elaine Barrish,[1]最近剛離婚的國務卿，前美國第一夫人及州長夫人，善於應付各種政治對手。
- 卡拉·古奇諾 as Susan Berg,[2]試圖多次破壞Elaine的記者,但最終成為不討喜的盟友。
- 詹姆士·沃克 as Douglas Hammond,[3]Elaine兒子,參謀長,比T.J.晩三分鐘出生的雙胞胎弟弟。
- 賽巴斯汀·斯坦 as Thomas James "T.J." Hammond,Elaine兒子，同性戀者,比Douglas早三分鐘出生的雙胞胎哥哥。
- Brittany Ishibashi as Anne Ogami,[4]Doug未婚妻。
- 艾倫·鮑絲汀 as Margaret Barrish,Elaine母親，前拉斯維加斯歌舞女郎。
- Ciarán Hinds as Donald "Bud" Hammond,前美國總統及北卡羅萊納州州長，Elaine的前夫。

## 腳註
1. ↑  Mitovich, Matt Webb. . TV Line. March 6, 2012  [March 6, 2012]. （原始内容存档于2012-09-29）.
2. ↑  Ng, Philiana; Goldberg, Lesley. . The Hollywood Reporter. March 9, 2012  [May 3, 2012]. （原始内容存档于2012-09-29）.
3. ↑  Andreeva, Nellie. . Deadline Hollywood. February 10, 2012  [March 6, 2012]. （原始内容存档于2012-09-29）.
4. ↑  Andreeva, Nellie. . Deadline Hollywood. February 13, 2012  [March 6, 2012]. （原始内容存档于2012-09-29）.

## 外部連結
- 官方网站
- 互联网电影数据库（IMDb）上《Political Animals》的资料（英文）